# Cinq rois de Wa
Les Cinq rois de Wa (倭の五王, Wa no go ō) sont des rois du Japon ancien qui envoient des émissaires en Chine au cours du Ve siècle afin de renforcer la légitimité de leurs revendications au pouvoir en obtenant la reconnaissance de l'empereur de Chine. Les détails à leur sujet ne sont pas connus. Selon des documents écrits en Chine, leurs noms sont San (讃), Chin (珍), Sai (濟), Kō (興) et Bu (武).

## Documents chinois et titres attribués aux rois de Wa
| Calendrier grégorien (AD) | Dynastie chinoise              | Calendrier chinois | Roi de Wa                                    | Description | Source chinoise originale                                                  |
| ------------------------- | ------------------------------ | ------------------ | -------------------------------------------- | --- | -------------------------------------------------------------------------- |
| 413                       | Dynastie Jin (265-420)         | 義熙 9             | Inconnu, San dans le Livre des Liang, 諸夷伝 | Le roi de Wa envoie un tribut. | Livre des Jin, 安帝紀, Encyclopédie relue par l'empereur de l'ère Taiping, |
| 421                       | Dynastie Song du Sud (420-479) | 永初 2             | San                                          | Le roi San envoie un tribut à Jin. L'empereur Liu Yu accorde le titre de, peut-être 安東将軍倭国王, à San. | Livre des Song, 倭国伝                                                     |
| 425                       | Dynastie Liu Song              | 元嘉 2             | San                                          | Le roi San envoie 司馬 Sōtatsu comme émissaire et fait un cadeau à l'empereur Wen de Liu Song. | Livre des Song, 倭国伝                                                     |
| 430                       | Dynastie Liu Song              | 元嘉 7             | Peut-être San                                | En janvier, le roi de Wa envoie un tribut. | Livre des Song, 文帝紀                                                     |
| 438                       | Dynastie Liu Song              | 元嘉 15            | Chin                                         | Le roi San meurt, son jeune frère Chin lui succède sur le trône. Chin envoie un tribut et s'accorde lui-même le titre de 使持節都督倭百斉新羅任那秦韓慕韓六国諸軍事安東太将軍倭国王. En avril, l'empereur Wen nomme Chin au titre de 安東将軍倭国王. L'empereur nomme aussi Wa Zui et 13 autres subordonnés de Chin au titre de 平西征虜冠軍輔国将軍. | Livre des Song, 文帝紀 et 倭国伝                                           |
| 443                       | Dynastie Liu Song              | 元嘉 20            | Sai                                          | Sai envoie un tribut et est nommé au titre de 安東将軍倭国王. | Livre des Song, 倭国伝                                                     |
| 451                       | Dynastie Liu Song              | 元嘉 28            | Sai                                          | King Sai est nommé au titre de 使持節都督倭新羅任那加羅秦韓慕韓六国諸軍事 ainsi qu'à celui de 安東将軍. En juillet, Sai est promu au titre de 安東太将軍 ainsi que 23 subordonnés. | Livre des Song, 文帝紀 et 倭国伝                                           |
| 460                       | Dynastie Liu Song              | 大明 4             | Peut-être Sai                                | En décembre, le roi de Wa envoie un tribut. | -                                                                          |
| 462                       | Dynastie Liu Song              | 大明 6             | -                                            | En mars, l'empereur Xiaowu de Liu Song nomme Kō, un prince de Sai au titre de 安東将軍倭国王. | Livre des Song, 孝武帝紀 et 倭国伝                                         |
| 477                       | Dynastie Liu Song              | 昇明 1             | Bu                                           | En novembre, le roi de Wa envoie un tribut Le roi Kō décède, son jeune frère Bu lui succède sur le trône. Bu s'accorde lui-même le titre de 使持節都督倭百斉新羅任那加羅秦韓慕韓七国諸軍事安東太将軍倭国王. | Livre des Song, 順帝紀 et 倭国伝                                           |
| 478                       | Dynastie Liu Song              | 昇明 2             | Bu                                           | Bu s'accorde lui-même le titre de 開府儀同三司 et exige la nomination officielle. L'empereur Shun de Liu Song nomme Bu au titre de 使持節都督倭新羅任那加羅秦韓慕韓六国諸軍事安東太将軍倭王. | Livre des Song, 順帝紀 et 倭国伝                                           |
| 479                       | Dynastie Qi du Sud             | 建元 1             | -                                            | L'Empereur Gao des Qi du Sud nomme Bu au titre de 鎮東太将軍. | Livre de Qi, 倭国伝                                                        |
| 502                       | Dynastie Liang                 | 天監 1             | -                                            | En avril, l'empereur Wu des Liang nomme Bu au titre de 征東将軍. Le titre est peut-être confondu avec le titre de 征東太将軍. | Livre des Liang, 武帝紀                                                    |

En 479 et 502, la nomination est automatique en raison de la mise en place de la nouvelle dynastie de la Chine.
Ces titres pour la souverainement militaire sur les pays n'ont pas de pouvoirs réels. Les nominations reflètent la lutte pour l'hégémonie sur la région entre Goguryeo et Wa, telle que représentée sur la stèle de Gwanggaeto.

## Comparaison avec le livre japonais d'histoire
Comme les noms des rois enregistrés sont très différents des noms d'empereurs dans le Nihonshoki, l'identification des empereurs tels que mentionnés dans l'histoire de la Chine est en litige de longue date non résolu depuis des siècles. La plupart des historiens contemporains associent les cinq rois japonais aux empereurs suivants (deux possibilités sont identifiées pour les rois San et Chin), principalement sur la base des caractéristiques individuelles de leurs généalogies rapportées dans les sources chinoises. D'autre part, des preuves archéologiques, telles que les inscriptions sur l'épée d'Inariyama et l'épée d'Eta Funayama soutiennent également l'idée que Bu est un équivalent de l'empereur Yuryaku qui a été appelé « Wakatakeru Okimi » à son âge :
- San  讃 : Empereur Nintoku ou empereur Richū
- Chin 珍 : Empereur Hanzei ou empereur Nintoku
- Sai ou Sei  濟 : Empereur Ingyō
- Kō   興 : Empereur Ankō
- Bu   武 : Empereur Yūryaku

Puisque Bu est très probablement Yūryaku, Kō, qui passe pour être le frère ainé de Bu, est vraisemblablement l'équivalent d'Ankō, également mentionné dans le Nihonshoki comme un frère ainé de Yūryaku. Cependant, le Livre des Song mentionne Kō comme « le prince héritier Kō », il est possible qu'il ne soit pas Ankō mais le prince Kinashi no Karu, prince héritier d'Ingyō.

## Source de la traduction
- (en) Cet article est partiellement ou en totalité issu de l’article de Wikipédia en anglais intitulé « Five kings of Wa » (voir la liste des auteurs).